# 阿赫梅特利-瓦爾克蒂利線
阿赫梅特利-瓦爾克蒂利線是喬治亞首都提比里斯地鐵的一條路線。阿赫梅特利-瓦爾克蒂利線現在長19.6公里，共有16個車站。阿赫梅特利-瓦爾克蒂利線是提比里斯地鐵最早開通的一條路線。